# Pittsburgh Corning Europe
Pittsburgh Corning Europe NV is een Belgisch bedrijf dat cellenglas voor isolatie produceert. Het is een dochterbedrijf van het Amerikaanse Pittsburgh Corning Corporation.

## Geschiedenis
- 1935: het brevet voor het produceren van een isolatie in cellulair glas wordt toegekend aan het bedrijf Saint-Gobain (Frankrijk), later wordt dit brevet gekocht door Amerikaanse industriëlen.
- 1937: het bedrijf Pittsburgh Corning Corporation wordt opgericht in de Verenigde Staten, fabrieken in Port Allegany en Sedalia.
Cellenglas wordt onmiddellijk gebruikt bij de landsverdediging door het produceren van boeien die ter ondersteuning worden gebruikt voor de beschermingsnetten gebruikt aan de ingang van de havens (bescherming tegen eventuele aanvallen met duikboten).
- 1942: realisatie van de eerste toepassingen als thermisch isolatiemateriaal.
- 1957: eerste uitvoer van cellenglas als isolatie naar Europa.
- 1964: Pittsburgh Corning Europe NV start de bouw van de productie-eenheid in Tessenderlo (België).
Er worden hier meer dan 450 werknemers tewerkgesteld. Deze productie-eenheid vervaardigt uitsluitend cellenglas isolatie onder de vorm van platen en panelen die gebruikt worden als thermisch isolatiemateriaal in gebouwen (daken, gevels, vloeren) evenals schalen en segmenten voor industriële toepassingen (buisisolatie en apparaten, bollen, tanks, schouwen).
- 1964 tot op heden: de fabricagemethode van cellenglas isolatie wordt constant verbeterd, het vervangen van de gasovens door ultramoderne elektrische ovens.
Er worden filters aangebracht die de stofafscheiding verminderen en door het gebruik van gerecycleerd glas bij de productie wordt de schadelijke invloed op het milieu verminderd. Actueel bestaat ongeveer 67% van de grondstoffen uit gerecycleerd glas dat vooral afkomstig is van afgedankte autoruiten.
- 1968: Cellenglas isolatie is een van de eerste isolatiematerialen die een technische goedkeuring bekomt bij het Butgb (Belgische Unie voor Technische Goedkeuringen in de bouw).
- 2000: Er komt een productie-eenheid van cellenglas-isolatie te Schmiedefeld (Duitsland).
- 2000: een verzagingsatelier wordt gebouwd in Klášterec nad Ohří (Tsjechië) voor het versnijden en het aanmaken van speciale blokken uit cellenglasisolatie voor toepassingen in de industrie.
- Voorjaar 2008: in Klášterec nad Ohří (Tsjechië) wordt een nieuwe productie-eenheid met een totaal nieuw productieprocedé gebouwd.